# Daniel Massey
Daniel Raymond Massey (* 10. Oktober 1933 in London; † 25. März 1998 ebenda) war ein britischer Schauspieler.

## Leben

### Privatleben
Daniel Massey wurde als Sohn des Schauspielerehepaares Adrianne und Raymond Massey geboren. Als der Junge sechs Jahre alt war, ließen sich seine Eltern scheiden und die Mutter zog mit Daniel und seiner Schwester Anna nach London. Dort heiratete Adrianne Massey den Staatsanwalt William Dwight Whitney. Der Bruder von Daniel Masseys Vater war der spätere Generalgouverneur von Kanada Vincent Massey.
Massey heiratete 1961 seine Schauspielkollegin Adrienne Corri. Die Ehe hielt sechs Jahre und das Paar wurde 1967 wieder geschieden. 1975 heiratete er mit Penelope Wilton erneut eine Schauspielerin. Das Paar hat eine gemeinsame Tochter. Nach der Trennung von seiner zweiten Frau ehelichte Daniel Massey deren Schwester Lindy Wilton. Mit ihr war er bis zu seinem Tod verheiratet.
Bereits in den frühen 1990er Jahren wurde bei dem Schauspieler eine Lymphknotenvergrößerung festgestellt. Am 25. März 1998 erlag er schließlich seinem Leiden.

### Karriere
1942, im Alter von 9 Jahren, stand Massey erstmals in dem Kriegsfilm In Which We Serve unter der Regie von David Lean und Noël Coward vor der Kamera. Trotz dieses frühen Debüts brachte es der Schauspieler im Laufe seiner über 50 Jahre dauernden Karriere auf nur 41 Filme.
Neben seiner Tätigkeit beim Film stand Massey auch auf der Theaterbühne. So spielte er in dem Stück The Widower nach Cyril Campion, das 1957 von Alan Bridges produziert wurde. Daniel Massey gehörte außerdem zusammen mit Barbara Cook, Jack Cassidy und Barbara Baxley zur Originalbesetzung des Musicals She Loves Me.
Vor allem in den 1970er Jahren machte er sich in Großbritannien einen Namen. So spielte er 1968 an der Seite von Julie Andrews und Richard Crenna in dem Film Star! von Regisseur Robert Wise. In der Verfilmung des Lebens von Maria Stuart verkörperte er Robert Dudley neben Vanessa Redgrave als Maria Stuart und Glenda Jackson als Königin Elizabeth I. 1977 arbeitete er mit Regisseur Guy Green und Kollegen wie John Mills und Stéphane Audran für den Film Des Teufels Advokat zusammen.
Eine seiner späten Rollen hatte Massey als Ira in Nicolas Roegs Bibelverfilmung Die Bibel – Samson und Delila an der Seite von Dennis Hopper und Diana Rigg. Der Zeichentrickfilm Der Mann der 1000 Wunder über das Leben Jesu von Nazaret, in dem der Schauspieler Kleopas seine Stimme lieh, wurde erst nach seinem Tod veröffentlicht.

## Auszeichnungen
Zusammen mit dem Ensemble wurde Daniel Massey bei der Grammy-Verleihung 1964 für das Album zum Musical She Loves Me ausgezeichnet.
Für seine Leistung in Star! wurde Massey 1969 sowohl für einen Golden Globe Award als Bester Nachwuchsdarsteller als auch für einen Oscar als Bester Nebendarsteller nominiert.

## Filmografie (Auswahl)
- 1942: Für was wir dienen (In Which We Serve)
- 1959: Immer Ärger mit den Ladies (Operation Bullshine)
- 1959: Treppauf – treppab (Upstairs and Downstairs)
- 1960: Der Komödiant (The Entertainer)
- 1962: Diebe haben Vorfahrt (Go to Blazes)
- 1965: Die amourösen Abenteuer der Moll Flanders (The Amorous Adventures of Moll Flanders)
- 1967: Minirock und Kronjuwelen (The Jokers)
- 1968: Star!
- 1968: Sherlock Holmes (Fernsehserie, Folge 2x01)
- 1970: Schatten der Angst (Fragment of Fear)
- 1970: Roads to Freedom (Miniserie, 11 Folgen)
- 1971: Bonanza (Fernsehserie, Folge 12x20 Das Greenhorn aus London)
- 1971: Maria Stuart, Königin von Schottland (Mary, Queen of Scots)
- 1972: The Golden Bowl (Miniserie, 6 Folgen)
- 1973: In der Schlinge des Teufels (The Vault of Horror)
- 1976: Die unglaubliche Sarah (The Incredible Sarah)
- 1977: Des Teufels Advokat (The Devil’s Advocate)
- 1978: Tauchfahrt des Schreckens (Warlords of Atlantis)
- 1978: Die Katze und der Kanarienvogel (The Cat and the Canary)
- 1980: Black Out – Anatomie einer Leidenschaft (Bad Timing)
- 1981: Flucht oder Sieg (Escape to Victory)
- 1982: Erinnerungen an Lord Nelson (I Remember Nelson, Miniserie)
- 1987: Intimate Contact (Miniserie, 4 Folgen)
- 1989: Inspektor Morse, Mordkommission Oxford (Inspector Morse, Fernsehserie, Folge 3x03)
- 1989: Scandal
- 1991: Sherlock Holmes (Fernsehserie, Folge The Problem of Thor Bridge)
- 1992: Stalin (Fernsehfilm)
- 1993: Ein Mann kehrt heim (The Man Who Cried, Fernsehfilm)
- 1993: Im Namen des Vaters (In the Name of the Father)
- 1995: Poppy (The Vacillations of Poppy Carew, Fernsehfilm)
- 1996: Die Bibel – Samson und Delila (Samson and Delilah, Miniserie)
- 2000: Der Mann der 1000 Wunder (The Miracle Maker, Sprechrolle)